# Typhloesus
Typhloesus is een geslacht van uitgestorven raadselachtige bilaterale dieren uit de Bear Gulch-kalksteen daterend uit het Carboon van Montana. Er werd ooit gedacht dat het het eerste bekende lichaamsfossiel van een conodont was, gebaseerd op tanden die zich achteraf in de darminhoud bleken te bevinden. Er wordt nu gedacht dat het een radula toont, waardoor het een weekdier zou zijn, hoewel verschillende soorten dieren onafhankelijk van elkaar radula-achtige kenmerken hebben ontwikkeld. Mark Purnell, van het Centrum voor Paleobiologie aan de Universiteit van Leicester, zei dat het niet definitief bekend was "wat dit rare ding is".

## Ontdekking
Augustus 1969 meldde Harold William Scott tanden van conodonten samen met de weke delen van lichamen. In 1973 benoemde hij op basis hiervan met William G. Melton jr. twee soorten: Lochriea wellsi en Scottognathus elizabethi. In 1990 concludeerde Simon Conway Morris dat de tanden zich in de maaginhoud van de lichaamsdelen bevonden en dat de lichamen één soort vertegenwoordigden die niets met de conodonte geslachten van doen had. Hij koos Lochriea wellsi als de typesoort voor een nieuw geslacht Typhloesus. De geslachtsnaam is afgeleid van het Grieks typhlos, "blind", en oisos, "vreetzak", een verwijzing naar de vele conodonte resten die verzwolgen waren en het kennelijk ontbreken van een anus.
Het holotype is UM 6027. Ruim twintig specimina werden aangewezen als paratypen.

## Beschrijving
Het heeft een spoelvormig lichaam, met een maximale lengte van negen centimeter. Aan de achterkant of achterkant van het dier bevindt zich een staartvin, die werd ondersteund door twee sets orthogonale vinstralen. De buitenkant mist alle andere organen. De interne anatomie bestaat uit een voordarm en een middendarm. De darm mist een buik en een anus. Onder de middendarm bevindt zich een schijfvormig orgaan, voorlopig een ferrodiscus (ijzerschijf) genoemd; het doel van dit orgaan is onbekend, maar het heeft een hoge ijzerconcentratie wat wijst op een goede doorbloeding; het kan een rol hebben gespeeld bij de bloedsomloop of de ademhaling. In 2022 werd een diep gelegen radula met twintig tandjes gemeld. Geopperd werd dat het voorste spijsverteringstraject helemaal naar buiten gestulpt werd om prooien te grijpen.

## Fylogenie
De positie van Typhloesus bleef lang omstreden. In 2022 stelde Morris dat hij tot de weekdieren behoorde, zij het zonder exacte kladistische analyse.

## Paleo-ecologie
Het kan zowel een roofdier als een aaseter zijn geweest, omdat de fossielen soms conodonte tanden en wormtanden bevatten die zich in de middendarm van het dier bevinden.